# Bonea longipalpis
Bonea longipalpis is een hooiwagen uit de familie Podoctidae. De wetenschappelijke naam van Bonea longipalpis gaat terug op Suzuki. De originele naamcombinatie (protoniem) was Bonea longipalpis Suzuki, 1977. Na 2023 de geldige combinatie is Bonea longipalpis Suzuki, 1977.